# Georg F. W. Meyer
Georg Friedrich Wilhelm Meyer (* 18. April 1782 in Hannover; † 19. März 1856 in Göttingen) war ein deutscher Botaniker und Professor für Forstwissenschaft an der Universität Göttingen. Sein offizielles botanisches Autorenkürzel lautet „G.Mey.“

## Leben
Meyer studierte 1802 bis 1803 in Göttingen und ab 1805 in Dillingen Naturwissenschaften und Forstwissenschaft. 1806 wurde er Berg- und Forstamtsauditor in Hannover und 1808 Forstinspektor in Paderborn. 1813 wurde er preußischer Regierungsrat und vorübergehend Direktor der Forsten in Paderborn, Corvey und Höxter. 1814 setzte er sein Studium in Göttingen fort und wurde 1818 promoviert. 1820 wurde er Physiograph des Königreichs Hannover und 1832 Hofrat und ordentlicher Professor für Forstwissenschaften in Göttingen. Der Lehrstuhl wurde nach seinem Tod nicht wieder besetzt.
1820 löste er eine Preisaufgabe der Göttinger Gesellschaft der Wissenschaften über die Hochwasserschäden der Innerste und Maßnahmen zu ihrer Verhinderung.
Er schrieb 1836 eine Flora von Niedersachsen (Chloris hanoverana).
1820 wurde er zum Mitglied der Leopoldina gewählt. 1843 wurde er Mitglied der Gesellschaft der Wissenschaften zu Göttingen. Er war seit 1826 korrespondierendes Mitglied der Russischen Akademie der Wissenschaften in Sankt Petersburg.

## Ehrungen
- Die Pflanzengattung Meyeria DC. aus der Familie der Korbblütler (Asteraceae) ist benannt nach Carl Anton von Meyer, Johann Carl Friedrich Meyer, Friedrich Albrecht Anton Meyer, Georg F. W. Meyer und Ernst Heinrich Friedrich Meyer.[5]
- 6. Januar 1845 Verleihung des Ritterkreuzes des großherzoglich hessischen Verdienstordens Philipps des Großmütigen.[6]

## Schriften
- Chloris Hanoverana oder nach den natürlichen Familien geordnete Übersicht der im Königreiche Hannover wildwachsenden sichtbar blühenden Gewächse und Farn. Vandenhoeck und Ruprecht, Göttingen 1836 (Nebentitel: Flora des Königreichs Hannover).
- Beiträge zur chorographischen Kenntniss des Flussgebiets der Innerste in den Fürstenthümern Grubenhagen und Hildesheim. Erste Anlage zur Flora des Königreichs Hannover. Göttingen 1822 (Digitalisat).
- Über die Natur der Schachtelhalme. Flora des Königreichs Hannover, Angewandter Teil: Untersuchung der einzelnen Vegetabilien, Theil 1. Göttingen 1837 (Digitalisat).
- Flora Hanoverana Excursoria enthaltend die Beschreibung der Phanerogamischen Gewächse Norddeutschlands in den Flussgebieten der Ems, Weser und Unterelbe geordnet nach den natürlichen Familien. Vandenhoeck und Ruprecht, Göttingen 1849 (Digitalisat).
- Primitiae florae essequeboensis adjectis descriptionibus centum circiter stirpium novarum, observationibusque criticis. Dieterich, Göttingen 1818 (Digitalisat).